# Yukie Nakama
Yukie Nakama (仲間 由紀恵 Nakama Yukie?),  nacida el 30 de octubre de 1979, es una actriz, cantante y ex idol japonesa. Nació en Urasoe, Okinawa, Japón, y es la menor de cinco hermanos.

## Filmografía

### Cine
- 2006: Ô-oku: The Movie
- 2006: Trick 2
- 2005: Shinobi
- 2003: G@me
- 2002: Ashita ga arusa: The Movie
- 2002: Trick Movie
- 2001: Love Song
- 2001: Oboreru sakana
- 2001: Ringu 0: Bâsudei
- 1999: Gamera 3: Jyashin Iris Kakusei
- 1998: Love & Pop
- 1996: Tomoko no baai

### Televisión
- 2007: Himawari
- 2007: Joshi deka
- 2007: Shimane no bengoshi
- 2007: Erai Tokoro ni Totsuide Shimatta!
- 2006: Satomi Hakenden
- 2006: Kōmyō-ga-tsuji
- 2005: Trick TV Special
- 2005: Haru to Natsu
- 2005: Gokusen 2
- 2004: Otouto
- 2004: Tokyo Wankei
- 2004: Ranpo R
- 2003: Trick 3
- 2003: Satoukibi batake no uta / Songs from the Canefield
- 2003: Kao
- 2003: Gokusen Special Sayonara 3-nen D-gumi ... Yankumi namida no sotsugyoshiki
- 2003: Musashi
- 2002: Night Hospital byouki wa nemuranai
- 2002: Gokusen
- 2002: Trick 2
- 2001: Uso Koi
- 2001: Ashita ga arusa
- 2001: FACE ~Mishiranu Koibito~
- 2000: Trick
- 2000: Nisennen no koi / Love 2000
- 1999: P.S. Genki desu, Shunpei
- 1999: Kimi to ita mirai no tame ni: I'll be Back
- 1998: Hashire koumuin!
- 1998: Kamisama mou sukoshi dake
- 1997: Odoru daisousasen saimatsu tokubetsu keikai
- 1997: Shiawase iro shashinkan
- 1997: Dangerous Angel x Death Hunter
- 1997: Mokuyou no kaidan
- 1996: Itazura na Kiss
- 1996: Mou gaman dekinai

## Teatro
- 2004: Sutaa Tanjou (スター誕生)

## Radio
- 2000: Naintinain no Oorunaito Nippon (ナインティナインのオールナイトニッポン)
- 1995: Nakama Yukie to Minna Nakama Tachi (仲間由紀恵とみんな仲間たち)

## Anime
- 1998: Martian Successor Nadesico: The Prince of Darkness
- 1997: Haunted Junction (Kokoro ni watashi ga futari iru y Tremolo)

## Videojuegos
- 1997: Rockman X4 (Makenai Ai ga kitto aru y One More Chance)

## Discografía

### Sencillos
- 2006: 恋のダウンロード (Koi no Download)
- 2001: 愛してる (Aishiteru)
- 2000: Birthday／I Feel You
- 1998: 青い鳥／晴れた日と日曜日の朝は
- 1997: 遠い日のメロディー／ヴィオラの夢
- 1997: 負けない愛がきっとある/

　　　　　　　One More Chance
- 1997: 心に私がふたりいる／トレモロ
- 1996: トゥルー・ラブストーリー

　　　　　　　〜恋のように僕たちは〜
- 1996: MOONLIGHT to DAYBREAK (1996)

### Álbumes
- 1998: 遠い日のメロディー

## Premios y nominaciones
- Premios
  - Japanese Drama Academy Awards
    - 2002: Mejor actriz, Gokusen
    - 2003: Mejor actriz, Kao
    - 2003: Mejor actriz, Trick 3
    - 2004: Mejor vestuario, Tokyo Wankei
    - 2005: Mejor actriz, Gokusen 2